# San Miguel Cuyutlán
San Miguel Cuyutlán är en ort i Mexiko.   Den ligger i kommunen Tlajomulco de Zúñiga och delstaten Jalisco, i den centrala delen av landet, 500 km väster om huvudstaden Mexico City. San Miguel Cuyutlán ligger 1 585 meter över havet och antalet invånare är 5 644.
Terrängen runt San Miguel Cuyutlán är varierad. Runt San Miguel Cuyutlán är det ganska tätbefolkat, med 207 invånare per kvadratkilometer. Närmaste större samhälle är Hacienda Santa Fe, 11,3 km norr om San Miguel Cuyutlán. I omgivningarna runt San Miguel Cuyutlán växer huvudsakligen savannskog.